# Joyce Theater
Le Joyce Theater, ou Elgin Theater, est une salle de spectacle de New York (États-Unis) située sur la 8e avenue au niveau de la 19e rue, à la limite des quartiers de Chelsea et de Greenwich Village.

## Histoire
Cette salle était à l'origine un cinéma de 600 places ouvert en 1942 et nommée Elgin Theater. Elle a été construite dans le style art moderne par Simon Zelnik. Le cinéma a été fermé en 1972 pour rouvrir en 1982 sous le nom de Joyce theater qui accueille 472 places. La salle est alors exclusivement consacrée à la danse moderne et contemporaine. Depuis vingt ans cette salle est devenue un haut lieu de la création artistique en danse avec une programmation de référence. À ce titre, elle accueille chaque année la cérémonie de remise des Bessie Awards décernés par le Danspace Project aux créations marquantes de la saison écoulée.
Le Joyce a également ouvert, en 1996, une salle annexe de 74 places appelée Joyce SoHo, sur Mercer Street dans le quartier de SoHo.
L'institution accueille environ 140 000 spectateurs chaque année.